# John Nicholson (Leichtathlet)
John Nicholson (John Patrick Nicholson; * 30. Juli 1889 in Greenville, Pennsylvania; † 2. April 1940 in South Bend, Indiana) war ein US-amerikanischer Hürdenläufer und Hochspringer.
Bei den Olympischen Spielen 1912 in Stockholm erreichte er über 110 m Hürden im Finale nicht das Ziel und schied im Hochsprung in der Qualifikation ohne gültigen Versuch aus. 
1912 wurde er US-Meister über 120 Yards Hürden. 

## Persönliche Bestleistungen
- 120 Yards Hürden: 15,2 s, 4. Mai 1912, Des Moines (entspricht derselben Zeit über 110 m Hürden)
- Hochsprung: 1,892 m, 6. April 1912, Kansas City